# Milton Barros
Pour les articles homonymes, voir Barros.
Milton Barros, né le 21 juin 1984 à Cacongo, en Angola, est un joueur angolais de basket-ball, évoluant au poste de meneur.

## Palmarès
- Champion d'Afrique 2007
- Médaille d'or aux Jeux africains de 2003